# SoftBank 830CA
SoftBank 830CA（ソフトバンク はちさんまるしーえー）はカシオ計算機（カシオ日立モバイルコミュニケーションズ、現・NECカシオ モバイルコミュニケーションズ）が開発しソフトバンクモバイルが販売するW-CDMA通信方式の携帯電話端末。

## 主な機能・サービス
- ミュージックプレイヤー
- 赤外線通信

| 主な対応サービス   | 主な対応サービス                 | 主な対応サービス               | 主な対応サービス |
| ------------------ | -------------------------------- | ------------------------------ | ---------------- |
| サークルトーク     | ホットステータス                 | Yahoo!mocoa                    | S!ループ         |
| S!タウン           | S!速報ニュース                   | S!情報チャンネル               | S!FeliCa         |
| PCサイトブラウザ   | 電子コミック                     | S!アプリ                       |                  |
| 着うたフル／着うた | デコレメール（旧アレンジメール） | S!アドレスブック               | 3Gお天気アイコン |
| レコメール         | TVコール                         | 世界対応ケータイ（W-CDMA専用） | S!GPSナビ        |
| デルモジ表示       | ワンセグ                         | 3G ハイスピード                | おなじみ操作     |

## 特徴
カシオ計算機のソフトバンク参入第一号機で、折りたたみ型でワンセグ搭載。520万画素AF・手ぶれ補正対応のカメラが搭載されている。メインディスプレイには3インチFWQVGA(240X427)TFT液晶が使用されている。
一部のau向けに採用されている「ステップキー」や、「ベビーペンギン｣が登場するメニューがある。
ハードの機能の一部やUIはNEC製端末のものを使用しており、Nシリーズとの共通点も多い。
カシオ日立、NECに携帯開発を委託　ソフトバンク向け